# Mamanguape
Mamanguape este un oraș în Paraíba (PB), Brazilia.